# Stazione di Palmanova
La stazione di Palmanova è una stazione ferroviaria della linea ferroviaria Udine - Cervignano a servizio dell'omonima cittadina. Dallo scalo si diramava il tratto ferroviario, ora dismesso, diretto alla stazione di San Giorgio di Nogaro.

## Storia
La stazione venne inaugurata il 26 agosto 1888 quando venne aperto il tratto ferroviario che la collegava da un lato con la stazione di Udine e dall'altro lato con la stazione di San Giorgio di Nogaro e la linea per Venezia Santa Lucia. 
Solo il 1º gennaio 1917 la stazione venne collegata con quella di Cervignano, completando così l'intero tratto ferroviario. 
Negli anni '90 la tratta Udine-Palmanova-Cervignano A. G. è stata elettrificata semplificando, in tal modo, la circolazione dei treni internazionali provenienti dalla vicina Austria diretti a Trieste.
Nel 1997 è stato sospeso il servizio viaggiatori nella tratta Palmanova - San Giorgio di Nogaro, la cui chiusura definitiva di tale linea avvenne nel 2004.

## Strutture e impianti
La stazione è dotata, al suo interno, del servizio di biglietteria automatica, sala d'aspetto e distributori automatici di cibo e bevande.

## Movimento
La stazione è servita da treni regionali svolti da Trenitalia nell'ambito del contratto di servizio stipulato con le regioni interessate, nonché alcune autocorse sostitutive.

## Servizi
La stazione dispone dei seguenti servizi:
- Biglietteria automatica
- Interscambio autobus
- Parcheggio di scambio
- Bar

La stazione è dotata di due marciapiedi rialzati dal 2016, lunghi 190 per il primo binario e 255 metri per il secondo e il terzo.
dispone di un sottopasso.

## Interscambi
- Fermata autobus